# Salvador Pujadas Casellas
Salvador Pujadas Casellas (Vilanova i la Geltrú, 1911-1993) fou un pintor vilanoví.
Tingué la pintura com una afició i cap a l'any 1960 començà a dedicar-se més plenament de manera autodidàcta, amb estil ingenuïsta o naïf.
Pujadas fou amic del pintor Ramón Cortès Casanovas i va ser aquest qui l'impulsà a dedicar més hores a la pintura, sobretot un cop Pujadas es jubilà.
Salvador Pujadas va participar en algunes exposicions a Vilanova i la Geltrú i deixà un gran nombre de pintures relacionades amb la mar i el món mariner de la seva ciutat.